# Amplicaria spiculosa
Espèce
Amplicaria spiculosa est une espèce de ver polychète marin de la famille des Serpulidae. Il vit aux alentours de la Nouvelle-Zélande.